# Celaenia hectori
Celaenia hectori là một loài nhện trong họ Araneidae.
Loài này thuộc chi Celaenia. Celaenia hectori được Octavius Pickard-Cambridge miêu tả năm 1879.